# شركة الهند الشرقية البرتغالية
قالب:Colonial India تم إنشاء شركة من قبل فيليب الثالث ملك إسبانيا في عام 1628. كانت الشركة تحتكر تجارة بهارات (التي كانت في ذلك الوقت تستحق وزنها بالذهب) مع الهند. نية الملك لجذب رأس المال الخاص إلى هذه التجارة، لكن هذا لم ينجح وتوقفت الشركة عن الوجود في عام 1633 .كانت التجارة البرتغالية مع الهند احتكارًا للتاج منذ أن فتح القبطان البرتغالي فاسكو دا جاما الطريق البحري إلى الهند في 1497-1499. تم إدارة الاحتكار من قبل، المنزل التجاري الملكي الذي تم تأسيسه حوالي 1500 ، وهو أول من بدأ شركة مساهمة للتداول في الهند. كان المنزل التجاري الملكي مسؤولاً عن أسطول الهند السنوي. ومع ذلك، بحلول عام 1560 ، كانت أوضاع المنزل الملكي المالية في وضع صعب وفي عام 1570 ، أصدر الملك البرتغالي سيباستيان مرسومًا بفتح التجارة مع الهند لأي مواطن برتغالي خاص. مع قبول عدد قليل من العرض، تم استبدال مرسوم التجارة الحرة في عام 1578 بنظام جديد من الاحتكارات السنوية، حيث باعت كازا عقود التداول في الهند إلى اتحاد تجاري برتغالي خاص، ومنحتهم احتكارًا لمدة عام واحد. تم التخلي عن نظام العقد السنوي في عام 1597 ، واستؤنف الاحتكار الملكي.لم يغير الاتحاد الأيبري عام 1580 ، الذي أعطى ملك إسبانيا فيليب الثاني تاج البرتغال، إلا القليل في البداية. لكن تعديات شركة الهند الشرقية الهولندية القوية و شركة الهند الشرقية الإنجليزية على الإمبراطورية البرتغالية والتجارة في آسيا بعد عام 1598 أجبرت الملك على تجربة ترتيبات مختلفة للدفاع عن المواقف البرتغالية. في عام 1605 ، أنشأ Conselho da Índia ، لجعل الشؤون في الهند البرتغالية تحت إشراف أوثق لتاج هابسبورغ. لكن هذا تعارض مع الخطوط القديمة للسلطة البرتغالية، وتم حل المجلس في نهاية المطاف في عام 1614 .